# Кузьминых, Сергей Владимирович
Серге́й Влади́мирович Кузьмины́х (род. 11 сентября 1951, д. Отары, Оршанский район, Марийская АССР, РСФСР, СССР) — советский и российский археолог. Кандидат исторических наук, старший научный сотрудник Лаборатории естественнонаучных методов Института археологии РАН. Один из авторов Большой российской энциклопедии.

## Биография
Родился 11 сентября 1951 года в деревне Отары Оршанского района (ныне Республика Марий Эл).
В 1973 году окончил историко-филологический факультет Казанского государственного университета, а в 1976 — аспирантуру Института археологии Академии наук СССР. Учителя: А. Х. Халиков, Е. Н. Черных.
В 1978 защитил кандидатскую диссертацию на тему «Бронзовые орудия и оружие в Среднем Поволжье и Приуралье (I тыс. до н. э.)» (научный руководитель Е. Н. Черных).
В 1976—1984 — младший научный сотрудник сектора археологии Института языка, литературы и истории (ИЯЛИ) Казанского филиала АН СССР.
С 1984 года работает в Институте археологии АН СССР (ИА РАН); младший, в дальнейшем старший научный сотрудник.
В 2004—2008 — член учёного совета ИА РАН.
С 1969 года принимает участие в археологических экспедициях в различных регионах СССР и России (Среднее Поволжье, Прикамье, Урал, Эстония).
Научные интересы: древнейшая металлургия Северной Евразии; археология бронзового и раннего железного веков; предыстория уральских народов; история отечественной археологии.
Автор около 300 печатных работ, в том числе нескольких монографий.

## Основные работы
- Археологическая карта Татарской АССР. Т. 1-6. М.-Казань, 1981—1990.
- Металлургия Волго-Камья в раннем железном веке (медь и бронза). М., 1983.
- Культура Биляра: Булгарские орудия труда и оружие X—XIII вв. М., 1983 (в соавт.).
- Памятники сейминско-турбинского типа в Евразии // Эпоха бронзы лесной полосы СССР: Археология СССР. М., 1987 (в соавт. с Е. Н. Черных).
- Древняя металлургия Северной Евразии (сейминско-турбинский феномен). М., 1989 (в соавт. с Е. Н. Черных).
- Древняя металлургия Среднего Енисея (лугавская культура). Кемерово, 1997 (в соавт. с В. В. Бобровым, Т. О. Тенейшвили).
- Каргалы. Т. 1, 3, 4. М., 2002, 2004, 2005 (в соавт.).
- История татар. Т. 2. Волжская Булгария и Великая степь. Казань, 2005 (в соавт.).
- Археология: Учебник. М., 2006 (в соавт.).
- Вера Владимировна Гольмстен: Материалы к биографии. Самара, 2007 (в соавтор. с И. Е. Сафоновым, Д. А. Сташенковым)[3].
- Чича — городище переходного от бронзы к железу времени в Барабинской лесостепи. Т. 3. Новосибирск, 2009 (в соавт.).